# Schroeteria delastrina
Schroeteria delastrina är en svampart som först beskrevs av Tul. & C. Tul., och fick sitt nu gällande namn av G. Winter 1881. Schroeteria delastrina ingår i släktet Schroeteria, divisionen sporsäcksvampar och riket svampar.   Inga underarter finns listade i Catalogue of Life.